# Angolo esplementare

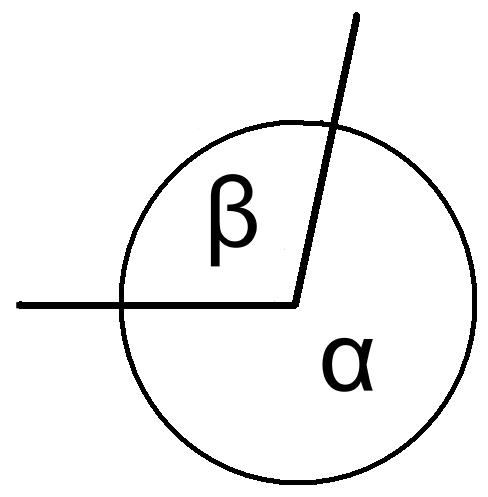
α è esplementare di β, così come β lo è di α

Si dice angolo esplementare o explementare di un qualsiasi angolo un secondo angolo che, sommato al primo, dà somma 360° o, equivalentemente, {\displaystyle 2\pi } radianti, ossia l'angolo giro.
Il seno di un angolo esplementare è uguale all'opposto del seno dell'angolo dato, analogamente accade per la tangente e la cotangente. Il coseno dell'angolo esplementare, invece, è uguale a quello dell'angolo dato. In formule:
{\displaystyle \sin(2\pi -\alpha )=-\sin \alpha ;}
{\displaystyle \cos(2\pi -\alpha )=\cos \alpha ;}
{\displaystyle \tan(2\pi -\alpha )=-\tan \alpha ;}
{\displaystyle \cot(2\pi -\alpha )=-\cot \alpha .}

## Esempi
- L'angolo esplementare di un angolo giro è l'angolo di 0°, ossia l'angolo nullo.
- L'angolo esplementare di un angolo piatto (180°) è un altro angolo piatto.